# Nebulosa Velo
La Nebulosa Velo (nota anche con le sigle del Catalogo Caldwell C 33 e C 34) è una vasta nebulosa diffusa visibile nella parte sudorientale della costellazione del Cigno.
La distanza della nebulosa non è nota con certezza; i dati del Far Ultraviolet Spectroscopic Explorer (FUSE) indicano una distanza di circa 1.470 anni luce.

## Osservazione
Questo intricato sistema di nebulose è visibile con un binocolo con obiettivi da 80-90mm o con un piccolo telescopio a patto di avere un cielo buio, meglio ancora se si utilizza un filtro (UHC, OIII): si rivela meglio nelle foto a lunga posa (persino con una camera CCD occorrono diversi minuti). L'oggetto apparirà formato da tre delicatissimi filamenti nebulosi, disposti a formare una sorta di circonferenza. La parte più luminosa è quella più ad est, noto come NGC 6992. Ingrandimenti sempre maggiori rivelano che ogni filamento è in realtà costituito da una rete di altri filamenti minori, sempre più sottili.
La scoperta di quest'oggetto fu ad opera di William Herschel, che nel 1784 la descrisse così: "Estesa; passa attraverso 52 Cygni... circa 2 gradi di lunghezza"; la parte occidentale della nebulosa ha una descrizione a sé: "Nebulosità ramificata... La parte seguente si divide in alcune correnti riunite ancora verso sud."

## Caratteristiche

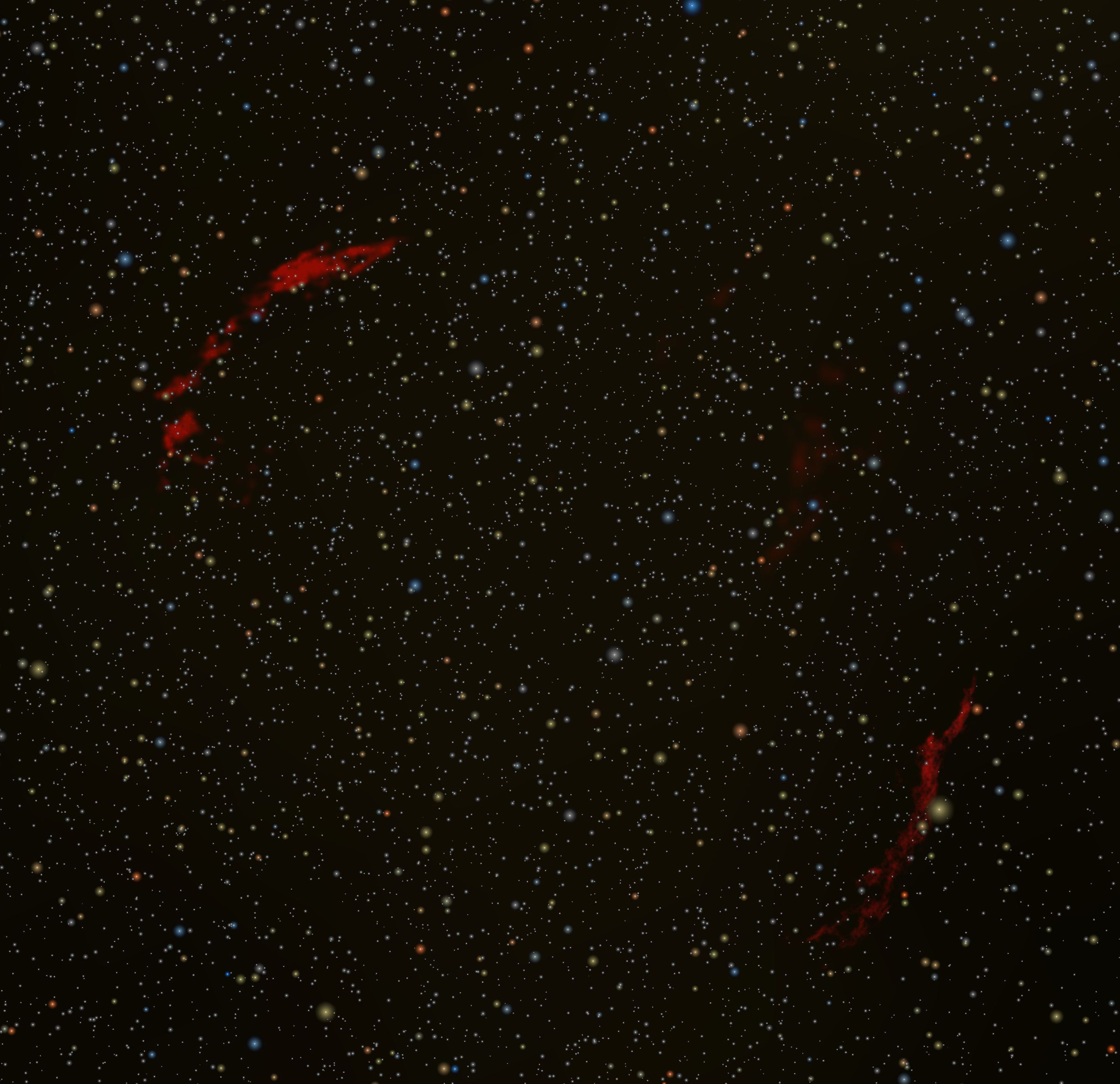
La Nebulosa Velo attraverso un piccolo telescopio.

La nebulosa è un antico resto di supernova; la stella che ha originato quest'oggetto è esplosa diversi millenni fa. Ciò che ora è visibile sono dei debolissimi filamenti, ancora in espansione alla velocità di decine di km/s; nelle foto a lunga posa o con un CCD si distinguono diversi filamenti disposti in tre gruppi principali: il più ad ovest è quello di NGC 6960 (C 34), in direzione della brillante stella 52 Cygni; il secondo, poco più ad est, è formato dalle nebulose NGC 6974 e NGC 6979, disposto con la concavità ad est come il precedente; l'ultimo, ad est, è formato dalle sezioni NGC 6992 (C 33) e NGC 6995 (ai quali si aggiunge IC 1340), orientato in modo speculare rispetto agli altri due. Questa parte è conosciuta pure come Nebulosa Rete (Inglese Network).
Si pensa che nel giro di pochi millenni questa "meraviglia" del cielo boreale scomparirà, perché ad una grande velocità di espansione corrisponde pure un elevato indice di dispersione della sua materia, che presto esaurirà la sua energia ricevuta durante l'esplosione, e si disperderà nel mezzo interstellare, "quasi" senza lasciare traccia.

## Gallery

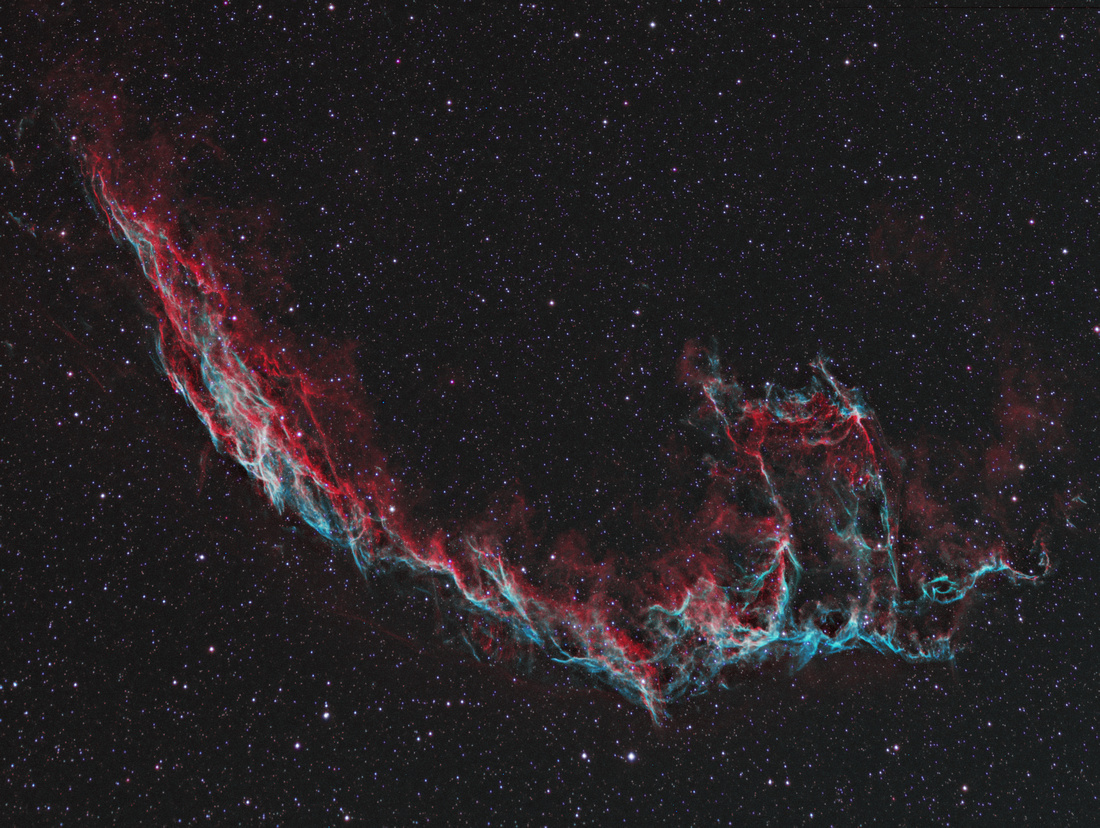
Sezione orientale (NGC 6992/95)
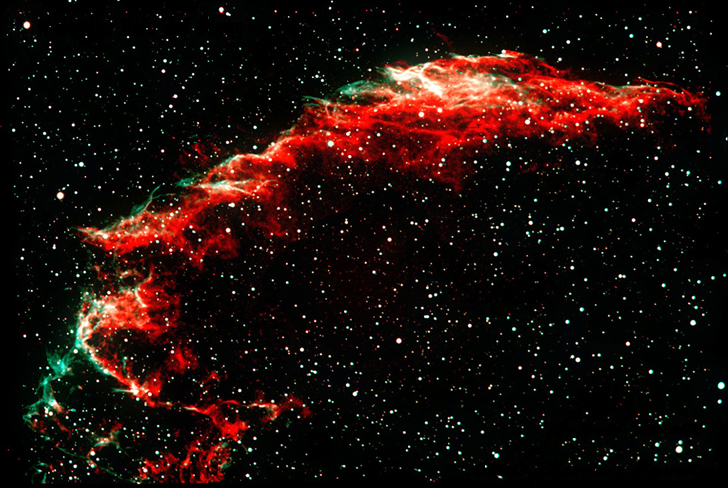
Dettaglio della sezione orientale (NGC 6992)
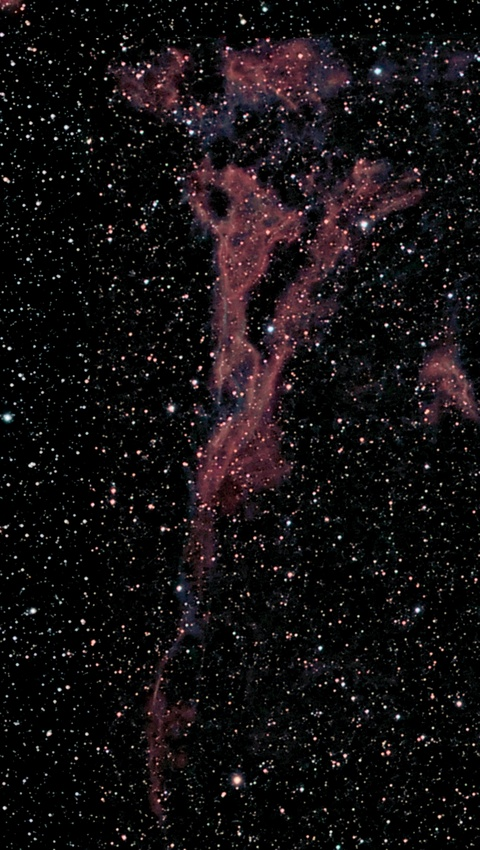
Pickering's (Fleming's) Triangular Wisp
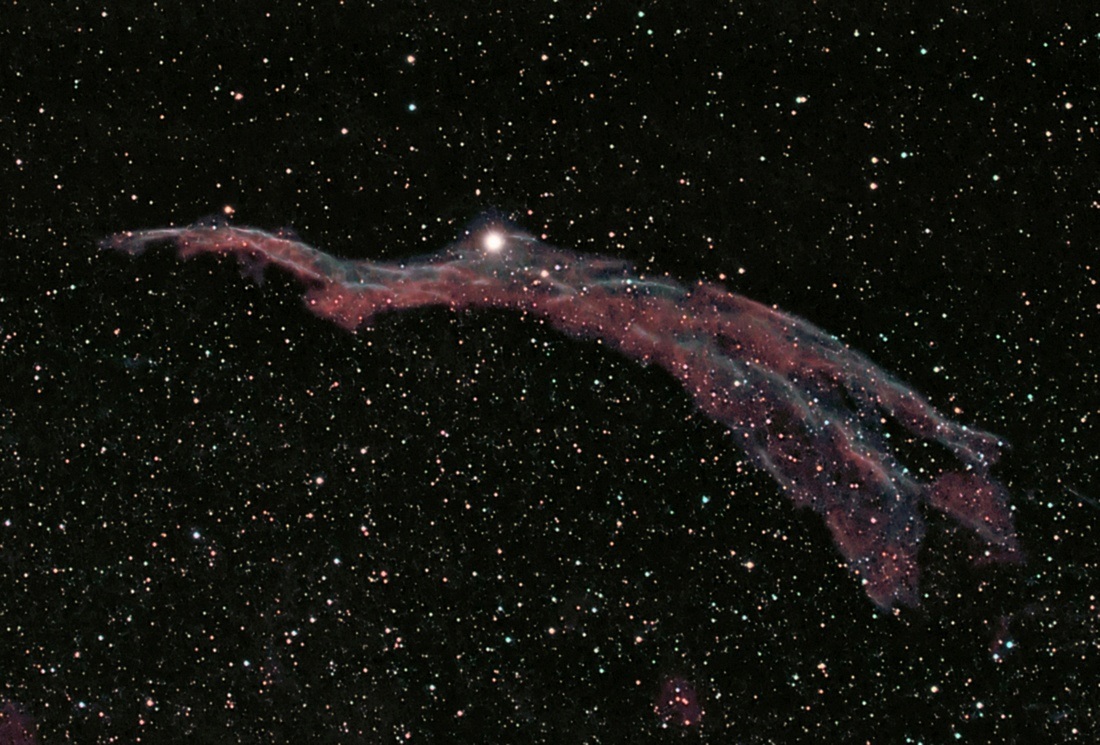
Sezione occidentale (NGC 6960)
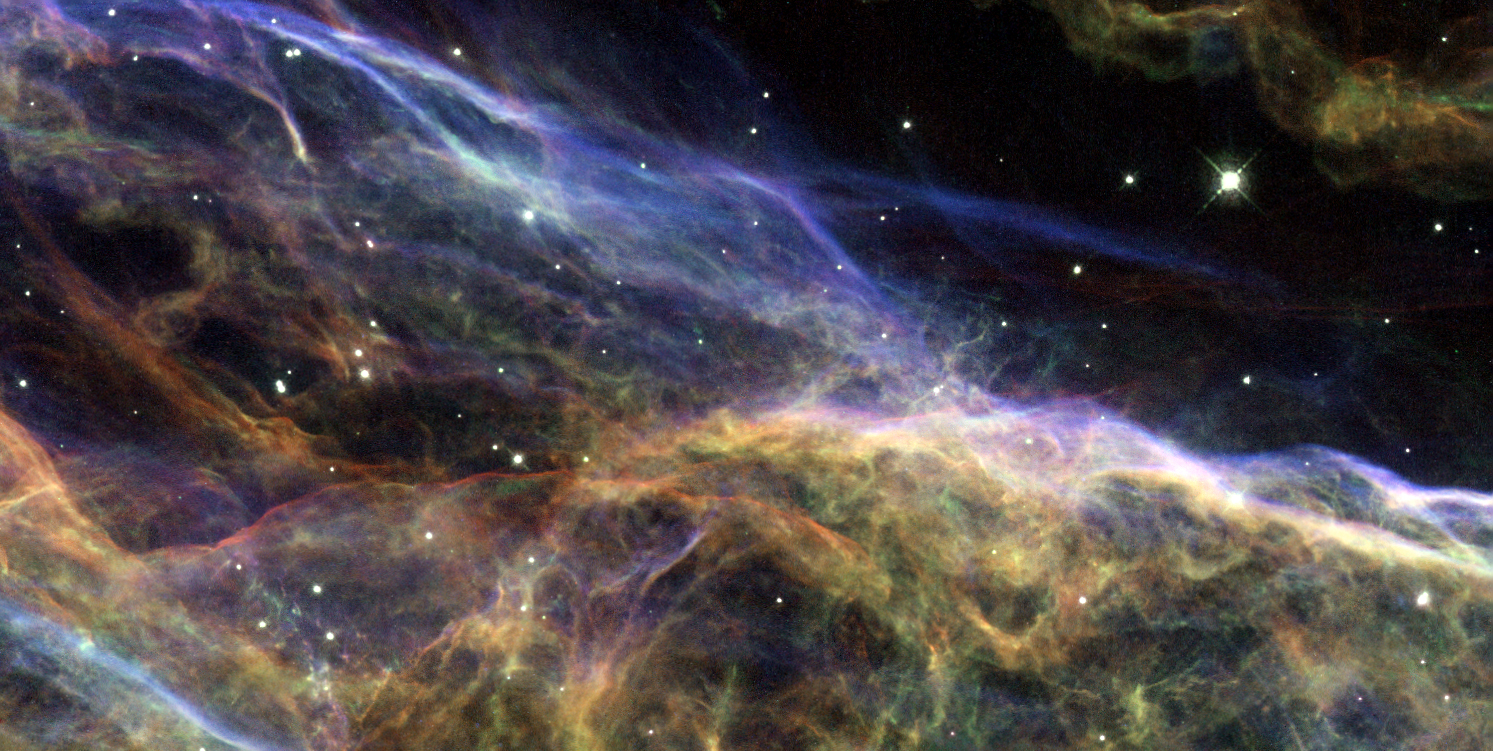
Sezione ripresa dal Telescopio Spaziale Hubble
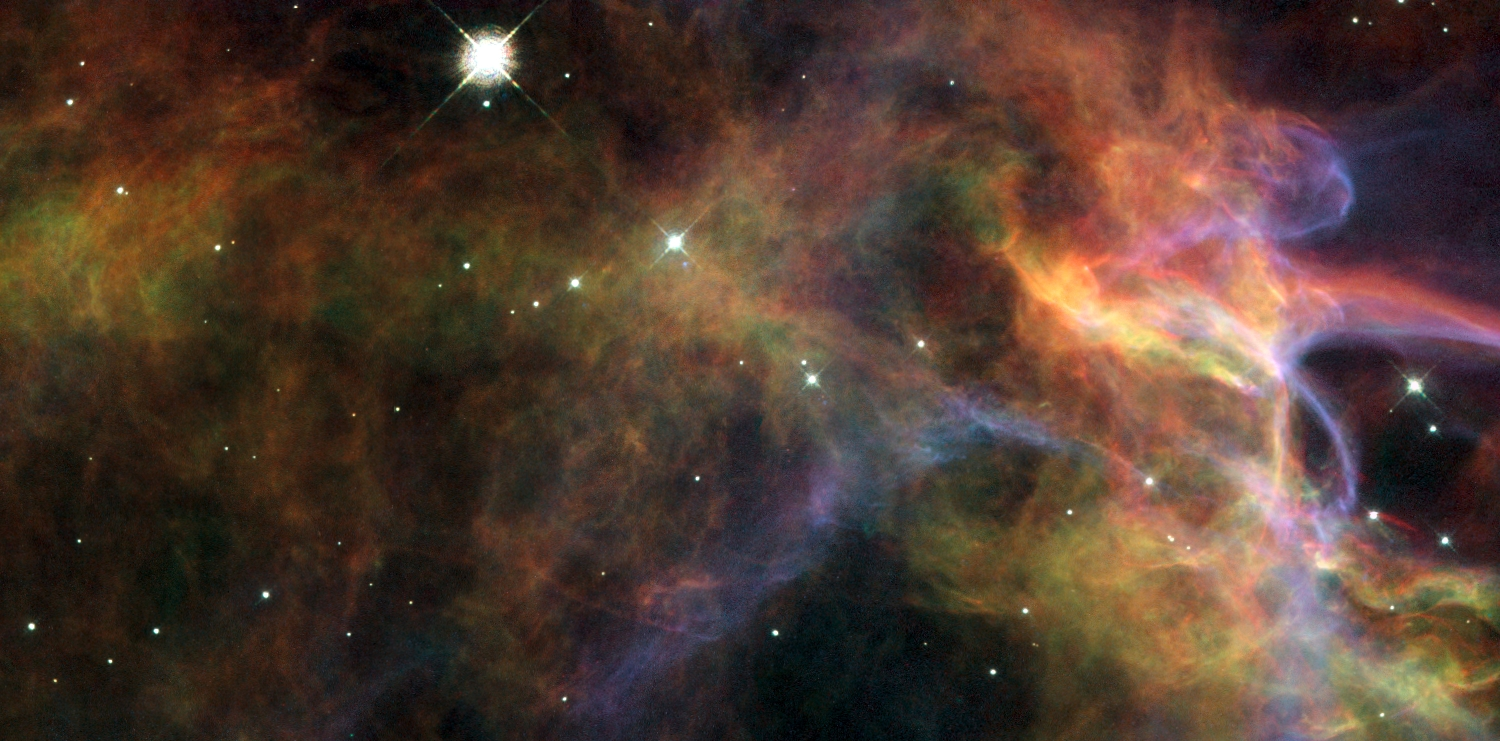
Dettaglio della Nebulosa Velo.
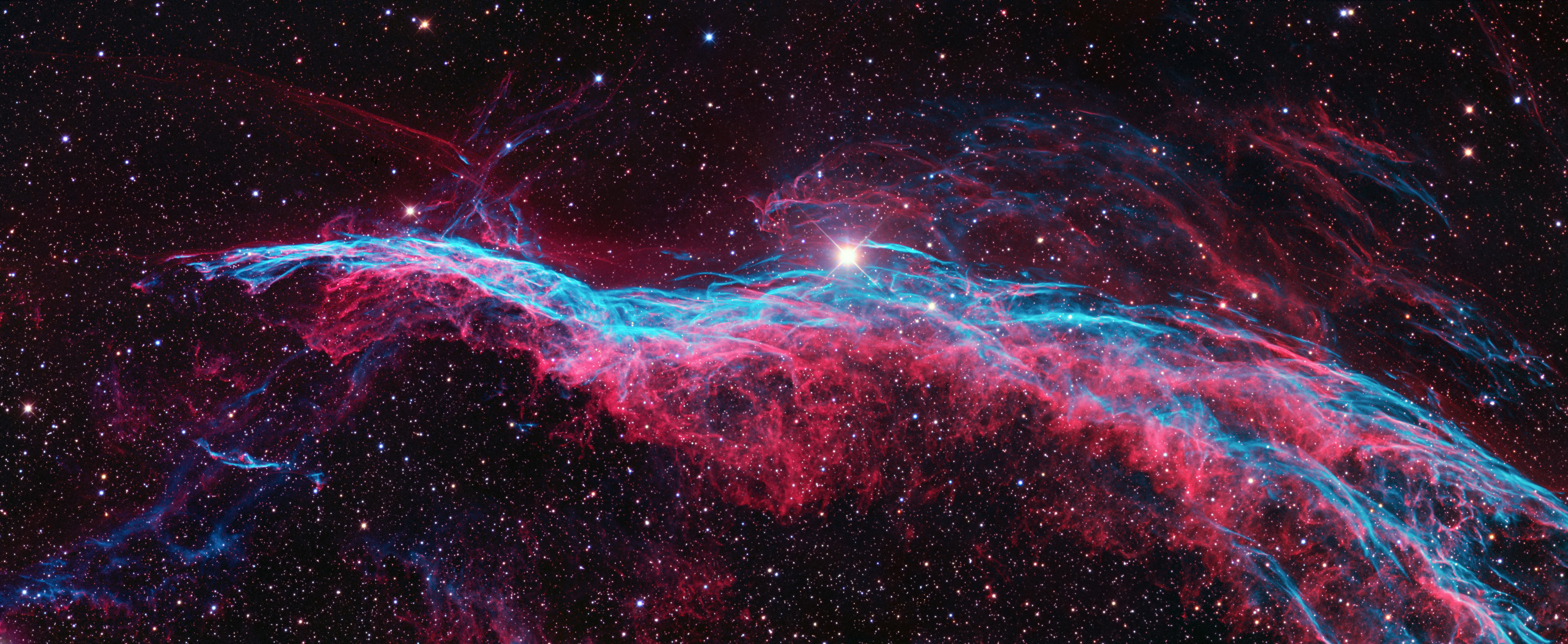
Sezione occidentale (NGC 6960)

### Opere generali
- (EN) Stephen James O'Meara, Deep Sky Companions: The Caldwell Objects, Cambridge University Press, 2003, ISBN 0-521-55332-6.
- (EN) Jay M. Pasachoff, Atlas of the Sky, in Stars and Planets, New York, NY, Peterson Field Guides, 2000,  pp. 578 pg, ISBN 0-395-93432-X.
- (EN) Sir Patrick Caldwell-Moore, Firefly: Atlas of the Universe, Firefly Books Limited, 2003, ISBN 1-55297-819-2.

### Carte celesti
- Tirion, Rappaport, Lovi, Uranometria 2000.0 - Volume II - The Southern Hemisphere to +6°, Richmond, Virginia, USA, Willmann-Bell, inc., 1987, ISBN 0-943396-15-8.
- Tirion, Sinnott, Sky Atlas 2000.0, 2ª ed., Cambridge, USA, Cambridge University Press, 1998, ISBN 0-933346-90-5.